# Gnamptogenys rastrata
Gnamptogenys rastrata é uma espécie de formiga do gênero Gnamptogenys.